# Дамджылы (пещера)
Дамджылы (азерб. Damcılı mağarası) — пещера полукруглой формы в Азербайджане, где обитал человек каменного века (палеолита и мезолита). Расположена на юго-востоке горы Авей, протянувшейся от села Даш Салахлы Казахского района до реки Храми. В 1989 году на территории склонов горы Авей основан государственный историко-культурный заповедник «Авей». Пещера Дамджылы стала одним из объектов данного заповедника.

## Этимология
Современное название Дамджылы произошло от просачивающихся сквозь природные трещины в стене пещеры капель воды. Слово дамджы (азерб. damcı) в переводе с азербайджанского означает капля.

## Описание
Пещера Дамджылы является самой крупной в серии пещер горы Авей. Её площадь составляет 360 км2. 
Передняя часть пещеры разрушена по причине сильных наводнений. Высота с другой стороны — около 4 м (13, 1 фута). 
Пещера Дамджылы имеет схожие черты с археологическим комплексом Гёйтепе, расположенным на территории Товузского района.
Пещера датируется 6400 — 6000 до н. э..
«Родник в пещере Дамджылы – это 8-е чудо света и 1-е чудо Азербайджана» 

Самед Вургун

## История
Впервые пещера была обнаружена и исследована в 1953 году в ходе совместной экспедиции азербайджанского археолога Мамедали Гусейнова и русского исследователя С. Н. Замятнина. Здесь были найдены образцы керамики эпохи бронзы и средневековья.
Во время палеолитической археологической экспедиции, возглавляемой Мамедали Гусейновым по инициативе Музея истории Академии Наук Азербайджанской ССР в 1956 году здесь были начаты первые раскопки. Раскопки продолжались вплоть до 1959 года. В ходе раскопок было обнаружено свыше 7 тысяч орудий труда из камня, а также около 2 тысяч костей животных.

## Раскопки и артефакты

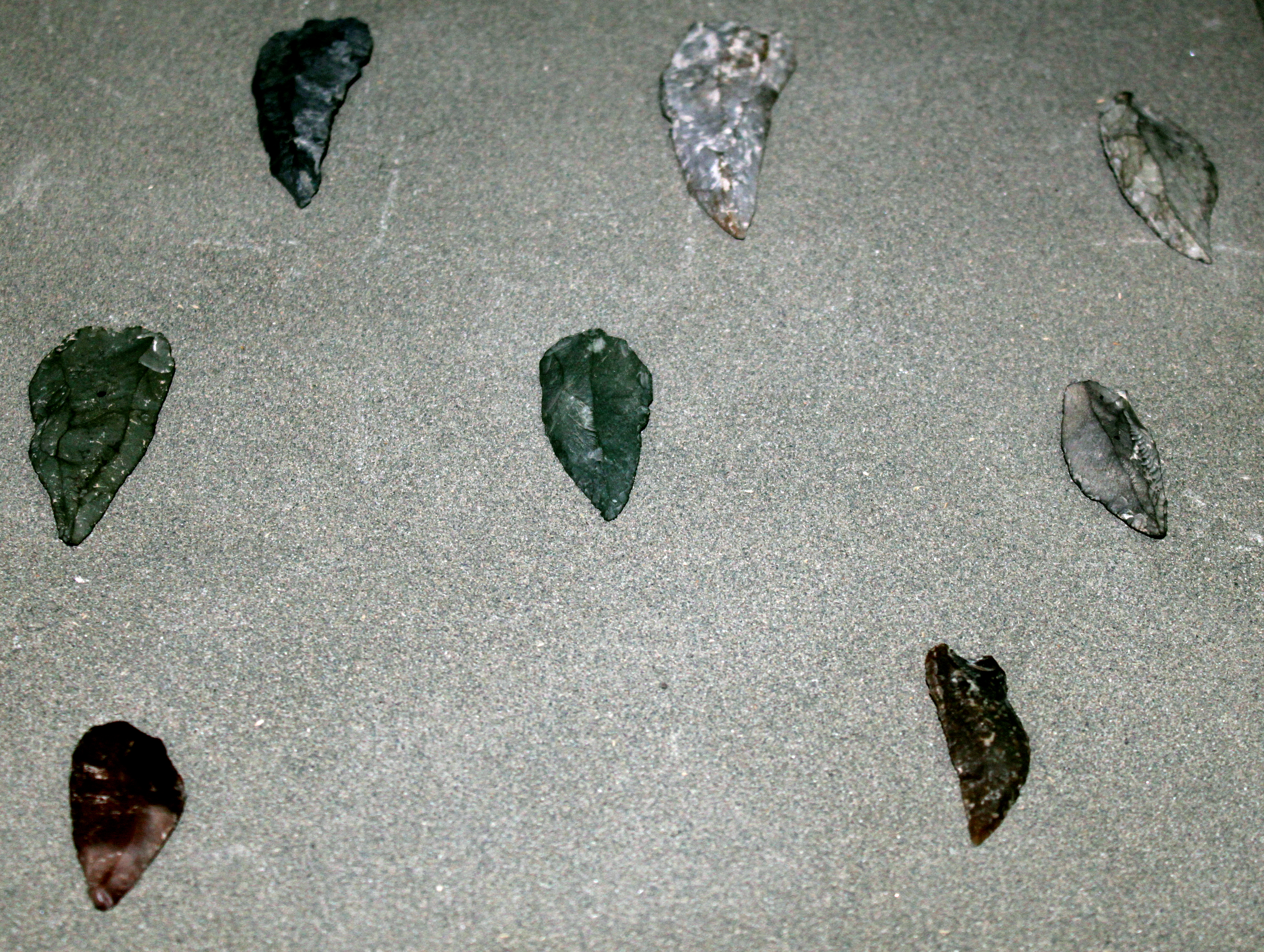
Обнаруженные в пещере каменные орудия

В ходе проведённых в пещере раскопок были обнаружены различные орудия, наконечники стрел, ножи, остатки очага, кости животных. 
В гроте пещеры также обнаружены куски охры, что говорит о том, что люди того времени понимали цвета и цветовые соотношения. Слои, где обнаружена охра, смешаны с более поздними, что свидетельствует о том, что охра была известна уже в период эпохи мустье.
В 2015 году по инициативе министра культуры Азербайджана Абульфаса Караева в Дамджылы к работе приступила особая международная экспедиция, в которую наряду с азербайджанским учеными были вовлечены также японские исследователи.  Главной целью экспедиции было поставлено исследование пещеры. 
Между Институтом археологии и этнографии Азербайджана, Авейским государственным историко-культурным заповедником и Токийским университетом был подписан меморандум.
В том же 2015 году совместная азербайджано-японская экспедиция была направлена на территорию пещеры с целью изучения местности. Под руководством японского археолога и профессора Токийского университета Ёсихиро Нисиаки были проведены археологические раскопки, в результате которых был обнаружен мезолитический слой, возраст которого достигает 8500 лет. Были найдены орудия труда (средний палеолит, неолит); скребки, ножи (верхний палеолит); остатки каминов (бронза); нуклеусы в форме карандашей, режущие инструменты (мезолит), а также наконечники стрел (неолит).
В 2017 году памятники материальной культуры, найденные здесь, были отправлены в Японию для проведения лабораторного анализа с целью установления возраста находок.
В 2018 году была проведена выставка, главной темой которой являлись находки (свыше двух тысяч орудий труда, относящихся к периоду неолита), обнаруженные на территории Авейского заповедника в результате археологических раскопок. 
28 августа 2023 года в ходе раскопок обнаружены орудия труда каменного века.

## Инфраструктура
Было принято решение о продлении участка автомобильной магистрали Баку — Газах — Тбилиси, которая соединяется с селением Даш Салахлы, на 3 км до пещеры Дамджылы. В начале 2019 года началось строительство новой дороги, ведущей к пещере.
Планируется открытие музея.